# Slocene
La Slocene est une rivière de la province du Zemgale en Lettonie, l'un des affluents de Lielupe,. La source de la rivière est située à la frontière des municipalités de Tume et Degole. Le Slocene traverse la municipalité de Tukums, la ville de Tukums, le lac Valgums et se jette dans le lac Kaņieris. La longueur de la rivière est de 44 km.
La rivière s'est formée il y a environ 12 000 à 13 000 ans, lors du retrait des derniers glaciers. À la fin de la période glaciaire, la rivière coulait dans la direction opposée - d'est en ouest, et la Slocène, avec l'Abava, était la plus grande rivière du territoire de la Lettonie moderne. Au stade de la formation, la rivière avait un lit de glace, et c'est alors que se sont formées les terrasses observées aujourd'hui.
La Slocène est utilisée pour produire de l'électricité dans deux centrales hydroélectriques situées dans la région de Tukums, près des villages de Milzkalne et Smārde.